# Forum universel des cultures

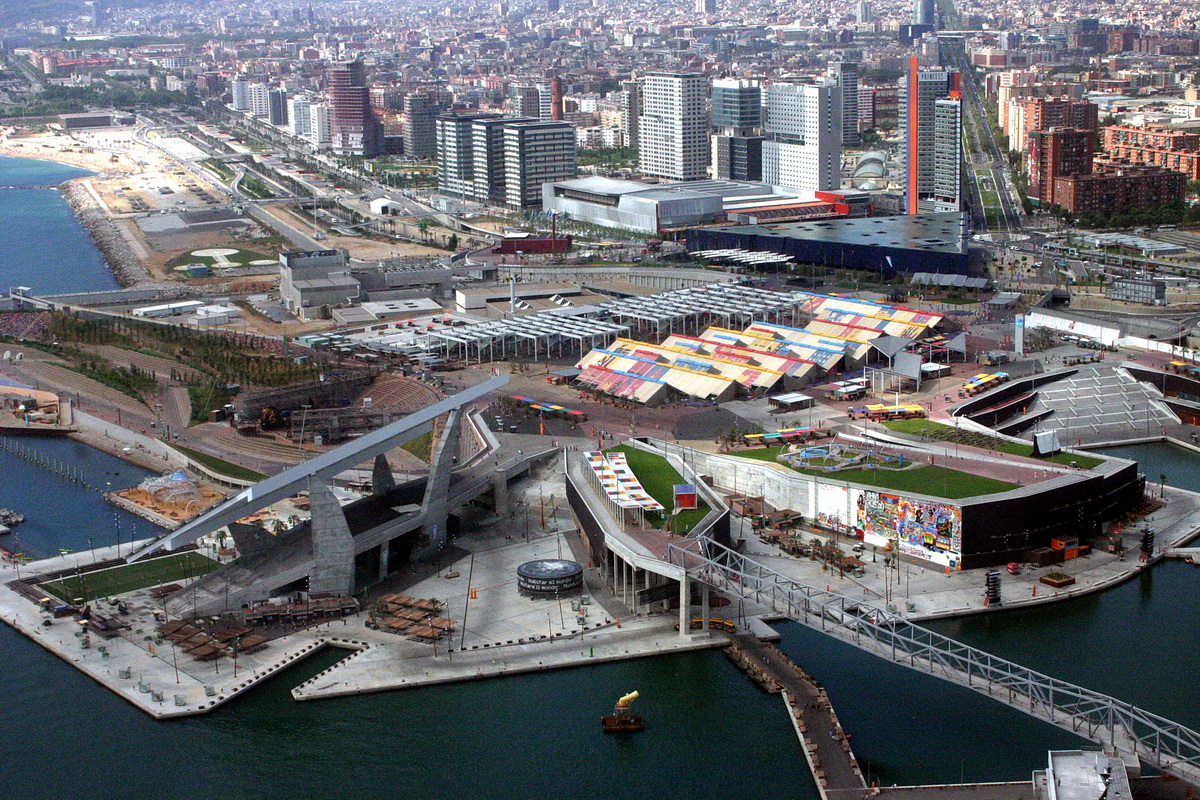
Parc du Forum Universel de Barcelone, en 2004

Le Forum universel des cultures est un forum international sur la culture. L'événement est l'occasion de réfléchir et proposer des solutions aux questions d’importance mondiale telles que la paix, l’éducation, la connaissance et les droits de l'homme et la diversité culturelle.

## Histoire
Le forum s'est tenu pour la première fois à Barcelone en 2004, dans le quartier Diagonal Mar et Front Maritime du Poblenou réhabilité pour l'occasion, et a pour objectif de se tenir tous les trois ans dans une ville du monde .

## Édition 2007
L'édition de 2007 a eu lieu à Monterrey, au Mexique.

## Édition 2010
La troisième édition fut réalisée en 2010 à Valparaíso (Chili). Les thèmes principaux du forum étaient le développement durable, l'environnement, la lutte contre la pauvreté et la paix.

## Édition 2013
Le forum eut lieu à Naples, en Italie.

## Édition 2016

### Villes candidates
Le Forum universel des cultures en 2016 fut présenté à Amman (Jordanie) à la suite des retraits des candidatures du Cap (Afrique du Sud) et de Québec (Canada).